# 熊式輝
熊式辉（1893年5月19日—1974年1月21日），字天翼，江西省安义县人，是国民政府政学系的要角，第二次国共内战期间曾主政东北。

## 生平
1915年毕业于保定陸軍軍官學校第二期。1921年赴日本陆军大学，1924年毕业。回国返粤，任广州滇军干部学校教育长。
1926年夏天，國民革命軍北伐任国民革命军第十四军党代表，10月兼第一师师长。1927年2月，任江西省政府政务委员会会计长。1928年，任陆军第五师师长，1928年9月任淞沪警备司令。1930年5月，兼任江浙皖三省剿匪总指挥兼陆海军总司令部参谋长。1931年6月调任南昌行营参谋长。
1931年12月15日，蔣介石召開第四十九次國務會議，任命熊式輝為江西省政府主席。1933年5月，兼任南昌行营办公厅主任。1935年10月，当选中国国民党第五届中央执行委员。熊式辉治赣期间，推进南昌市政建设，修建湖滨公园、灵应桥、状元桥、中正桥（1936年）、洪都招待所；以及阳明路、象山路、叠山路、民德、船山路、永叔路、子固路、榕门路等大马路，先后废除各种苛捐杂税120多种；
1937年9月22日授中将加上将衔，时任南昌行营办公厅主任、江西省军管区主任。
1940年创办中正大学，聘请江西籍著名科学家胡先骕担任校长。
1941年底国民党五届九中全会后，上调中央，任国防最高委员会委员。1942年3月18日出任“中国军事代表团团长”，访问英美。向美國政府提出如果同盟国廢除对华不平等條約，有助於國家地位提升、恢復民族自尊心、功在全國。1943年4月15日回到国内。1943年秋任中央设计局局长，1944年任中华民国中央银行监事。1945年5月，任中国国民党第六届中央执行委员。
1945年8月5日与宋子文、王世杰飞抵莫斯科，同苏联签署《中蘇友好同盟条约》。8月21日回到国内，筹建东北行营。9月任国民政府军事委员会委员长东北行营（1946年6月改称国民政府主席东北行辕）主任及东北行营政治委员会主任委员，主管东北一切军政事务。10月12日从重庆飞抵长春。10月13日下午第一次面见苏军马利诺夫斯基元帅等；10月17日举行第二次会谈；10月29日举行第三次会谈；11月5日举行第四次会谈。11月15日国民政府外交部照会苏联大使馆称因运兵东北遭到阻碍，中国政府决定把东北行营从长春迁驻山海关。11月17日，东北行营及各省市接收人员全部撤至北平。
1946年2-3月国民党六届二中全会上，由于接收东北问题遭到猛烈攻击。蒋介石决定从“外交接收”转为“武力接收东北”。2月14日秀水河子战斗歼灭一个加强团后，杜聿明“深感國军想以两个军接收东北，势不可能……即仓促决定，于18日乘专机飞北平治病”。蒋介石任命郑洞国为东北保安司令部副司令长官代行长官职务。3月5日，熊式輝回东北。4月5日东北行营从锦州移驻沈阳。4月6日蒋介石一日内连发四道手令要求熊式輝限期攻占四平。4月7日，熊式輝亲自指挥两个师从辽阳、抚顺进攻本溪，伤亡惨重。4月16日熊式輝亲自指挥军队在四平街西南之大洼、金山堡作战，第七十一军第87师被歼。4月28日杜聿明重返东北恢复指挥权。
1947年1月，兼任国民政府战略顾问委员会委员。1947年2月晋任二级上将。5月20日，東北行轅主任熊式輝向蔣報告東北戰局，請求從速增援；蔣下令堅守長春、永吉、瀋陽，以待增援。:83575月22日，蔣電示東北行轅主任熊式輝保衛四平街戰略。:83595月30日，蔣飛臨瀋陽巡視，接見熊式輝，聽取有關東北軍事、政治、經濟等情況之報告，並指示作戰計劃。:83646月15日，原任東北外交特派員蔣經國飛抵瀋陽，當夜趨訪東北戰況之報告；同日，蔣經國飛四平、公主嶺等地視察。:83718月5日，蔣致電東北行轅主任熊式輝，告以東北必須確保之理由。:83938月29日，國民政府令免東北行轅主任熊式輝職；特派陳誠兼東北行轅主任。:84039月1日，新任東北行轅主任陳誠自南京抵達瀋陽；9月5日熊式輝離開瀋陽。:8405
1949年寄居香港与澳门，并在曼谷经营纺织厂。1954年去台湾，偶与当时幽禁的孙立人時有所接触，1974年病逝於臺中。

## 家庭
熊式辉一生娶过四房太太。元配戴氏，安义人。二房太太顾竹筠最受宠，与宋美龄以“換帖姐妹”相称。三房太太张氏，九江人。四房太太顾柏筠是二房顾竹筠之妹。

## 評價
熊式辉主政江西十年（1931-1941），对江西的现代化发展做出了很大贡献。
抗戰勝利後，東北接收失敗，牽動大局，一般認為熊式輝應負最大責任。熊式輝受命出任東北行營主任後，即建議政府將東北三省改爲九省，鎮日安插親信，貪贓枉法，以致一再延誤接收時間，無視中共勢力的坐大。反觀林彪至哈爾濱後，立即收編满洲国部隊，接收由蘇俄移交解繳日本七十萬關東軍之軍火，勢力急遽擴張，僅僅一年就發展成百萬大軍。東北局勢迅速惡化。